# Revistero (programa de televisión)
Revistero fue una programa de televisión emitido por La 1 de Televisión española en la temporada 1975-1976.

## Formato
El programa respondía al modelo de Magzine televisivo, conteniendo desde juegos y concursos a moda, consejos para el hogar, entrevistas o noticias de interés cultural, artístico y social.
Se emitió en horario de sobremesa, con la particularidad de que cada día de la semana tenía un director y un presentador distinto.

## Equipo

### Dirección
- Julián García Candau
- Tico Medina
- José Antonio Sobrino
- Antonio D. Olano
- José Luis Orosa
- Julio de Benito (ayudante de dirección)

### Presentación
- Marisol González
- Pilar Cañada
- Isabel Bauzá
- Mercedes Rodríguez
- Jana Escribano
- Isabel Tenaille (1976)

### Colaboradores
- Jesús María Amilibia
- José María Comesaña
- Paco Costas
- Alfonso Sánchez
- Pilar Trenas
- Rosa Montero
- Antonio Martín Benítez